# Pietro Anastasi
Pietro Anastasi, född 7 april 1948, död 17 januari 2020, var en italiensk fotbollsspelare. Han spelade under sin karriär för Varese, Juventus, Inter, Ascoli och Lugano.
Anastasi var med i Italiens trupp som vann fotbolls-EM 1968. Han gjorde ett mål i omspelet av finalen som Italien vann med 2–0 över Jugoslavien.